# Het mysterie van de sardine
Het mysterie van de sardine is een Nederlandse film uit 2005 van Erik van Zuylen. De film is gebaseerd op het boek The Mystery of the Sardine (1985) van de Pools-Engelse schrijver Stefan Themerson. De film werd vertoond op het filmfestival van Rotterdam. Opnames werden grotendeels gemaakt op de Waddeneilanden.

## Verhaal
De kunstenaar Tim Boerhoeve ziet op een dag een hond uit de sloot komen met een blik sardienen, gebonden om zijn hals. Opeens ontploft het blik en Tim eindigt in het ziekenhuis met twee verloren benen. Tim moet de draad van het leven als invalide weer oppakken, maar dat gaat zwaar. Steeds komt de droom van de hond weer terug, maar is het misschien een illusie of droomt Tim nog steeds.

## Rolverdeling
- Victor Löw – Tim
- Renée Fokker – Vera
- Hans Dagelet – Van Spijk
- Kitty Courbois – Victoria Koenen
- Angelique de Bruijne – Prudence
- Elske Rotteveel – Emma
- Betty Schuurman – Anne
- Michel Sluysmans – Verkuil